# Східний Токантінс (мезорегіон)
Східний Токантінс (порт. Mesorregião Oriental do Tocantins) — адміністративно-статистичний мезорегіон в Бразилії, входить в штат Токантінс. Населення становить 488 192 чоловік на 2006 рік. Займає площу 121 787,067 км². Густота населення — 4,0 чол./км².

## Склад мезорегіону
В мезорегіон входять наступні мікрорегіони:
1. Діанополіс
2. Жалапан
3. Порту-Насіунал

| Бразилія | Це незавершена стаття з географії Бразилії. Ви можете допомогти проєкту, виправивши або дописавши її. |